# Ipergammaglobulinemia
Ipergammaglobulinemia è una condizione medica caratterizzata da elevati livelli di gammaglobulina.
È un tipo di disturbo immunoproliferativo

## Classificazione
L'ipergammaglobulinemia è una condizione che si caratterizza per l'aumento dei livelli di immunoglobulina nel sangue. Il nome del disturbo si riferisce ad un eccesso di proteine dopo l'elettroforesi delle proteine del siero (riscontrabile nella regione delle gammaglobuline).
La maggior parte delle ipergammaglobulinemie sono causate da un eccesso di immunoglobuline M (IgM), perché questo è il tipo di immunoglobulina predefinito prima del class switching. Alcuni tipi di ipergammaglobulinemia sono in realtà causati da una carenza negli altri principali tipi di immunoglobuline, quali IgA, IgE e IgG.
Ci sono 5 tipi di ipergammaglobulinemie associati a iper IgM.
La Medical Subject Headings (MeSH) considera la sindrome da iperIgM una forma di disgammaglobulinemia, non una forma di ipergammaglobulinemia.

### Tipo 1
L'Agammaglobulinemia legata al sesso con aumento delle immunoglobuline IgM, è una forma rara di malattia di immunodeficienza primaria causata da una mutazione del gene della famiglia del TNF  (TNFSF5) che codifica per il ligando CD40. Questo gene si trova sul braccio lungo del cromosoma X nella posizione 26, indicato con Xq26. Normalmente, il ligand CD40 viene espresso sulle cellule T attivate ed è necessario per indurre lo switching class. Ciò è possibile legandosi al suo legante, CD40, che si trova espresso sulla superficie delle cellule B. La mutazione nel gene TNFSF5 causa il mancato riconoscimento del CD40-L con CD40 e quindi le cellule T non inducono il class switching Ig nelle cellule B, pertanto ci sono livelli ridotti di IgG, IgA e IgE, ma hanno un normale livello di IgG o elevati livelli di IgM. Il ligando CD40 è richiesto, anche, nella maturazione funzionale dei linfociti T e dei macrofagi, in modo che i pazienti con questo disturbo hanno un difetto variabile della funzionalità dei linfociti T e dei macrofagi proprio come nella sindrome da iper IgM.

### Tipo 2
L'ipergammaglobulinemia con iperproduzione IgM di tipo 2 è causata da una mutazione del gene AICDA che si trova sul braccio corto del cromosoma 12. La proteina codificata da questo gene è chiamata citidina-deaminasi indotta da attivazione ( AICDA) e funge da deaminasi nel DNA che induce l'ipermutazione somatica,  class switch e la conversione del gene dell'immunoglobulina nelle cellule B. Quando un soggetto è omozigote per la mutazione nel gene AICDA, la proteina non funziona e quindi non può verificarsi l'ipermutazione somatica, la ricombinazione nello class switch e la conversione dell'immunoglobulina, che crea un eccesso di IgM.

### Tipo 3
L'ipergammaglobulinemia con iperproduzione IgM di tipo 3 è causata da una mutazione del gene che codifica per CD40. Come detto sopra, CD40 è espresso sulla superficie delle cellule B e il suo legame al ligando CD40 sulle cellule T attivate induce il class switching delle Ig. Quando la mutazione è presente, non vi è alcun segnale per le cellule B per subire class switching, quindi c'è un eccesso di IgM e poco o nessun altro tipo di immunoglobulina prodotto.

### Tipo 4
L'ipergammaglobulinemia con iperproduzione IgM del tipo 4 è scarsamente caratterizzata. Tutto ciò che è noto è che esiste un eccesso di IgM nel sangue, con livelli normali delle altre immunoglobuline. La causa esatta deve ancora essere determinata.

### Tipo 5
L'ipergammaglobulinemia con iperproduzione IgM del tipo 5 è causata da una mutazione del gene gene che codifica per Uracil-DNA glicosilasi (UNG), che,  proprio come AICDA, è localizzata sul cromosoma 12.Questo enzima è responsabile di escissione delle basi di Uracile, ottenute dalla deaminazione della citosina. Questo enzima coopera alla ricombinazione somatica nelle cellule B. La mutazione nel gene causa un enzima che non funziona correttamente, quindi la conversione genica non procede e il class switching non può verificarsi.